# Malteserkrone
Die Malteserkrone ist eine silbervergoldete Bügelkrone des russischen Zaren Paul (1754–1801). 
Auf dem Reichsapfel in der Kronenmitte ist ein Malteserkreuz aufgesetzt. Sie war für die Zeit ab 1799 gedacht, als Zar Paul Großmeister des Malteserordens war. Die Fertigung lässt sich auf 1798 eingrenzen.
Die Krone wird seit etwa 1827 in der Rüstkammer des Kremls aufbewahrt.

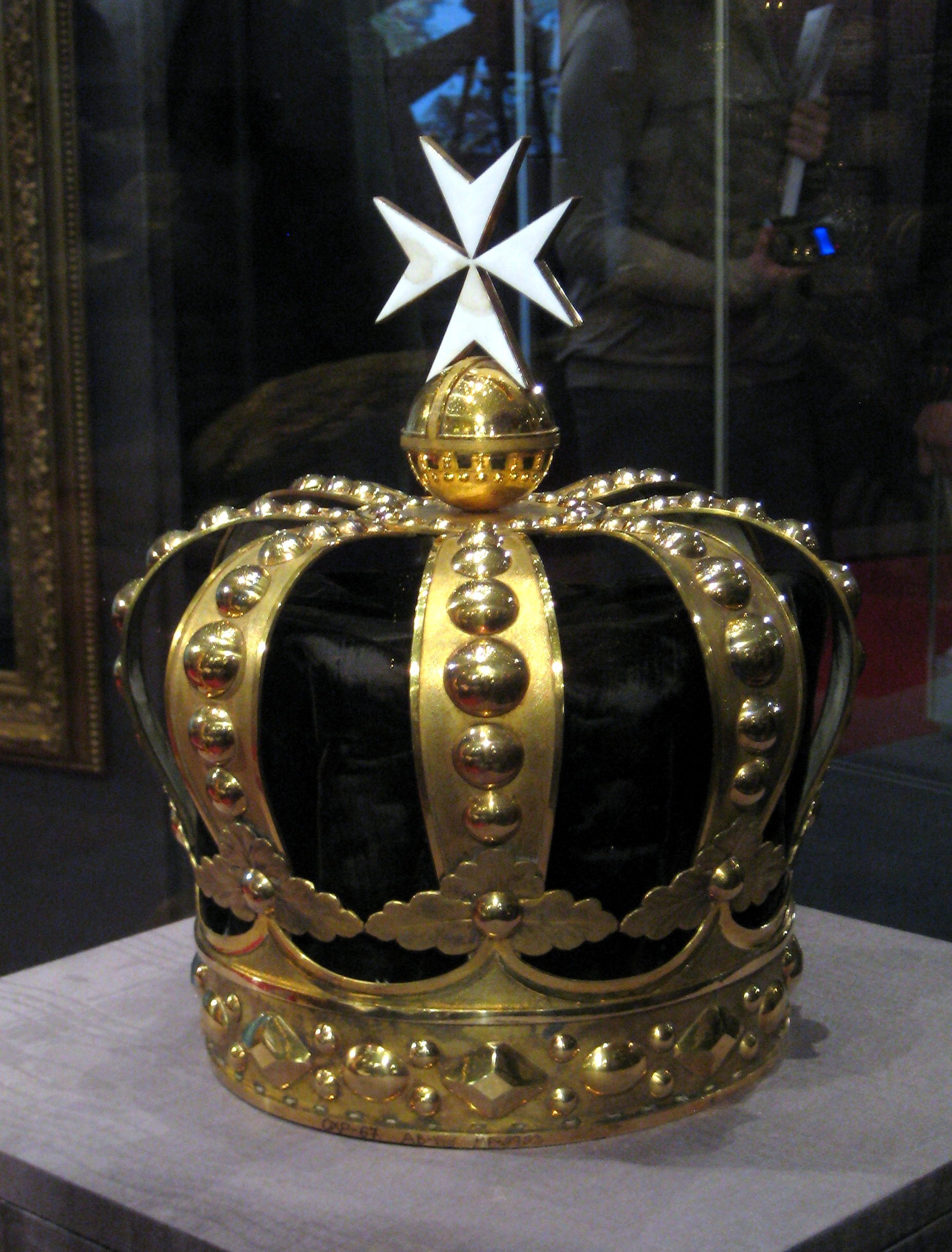
Die Malteserkrone Pauls I.
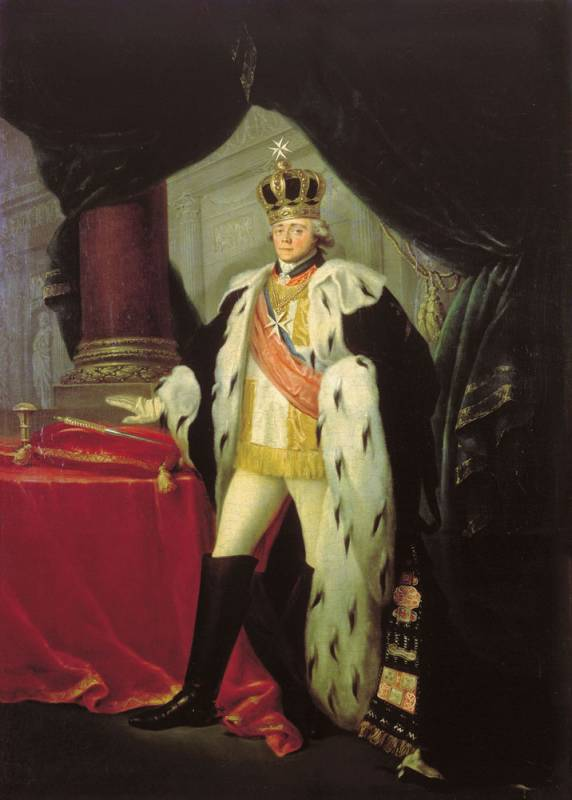
Paul I. mit der Krone
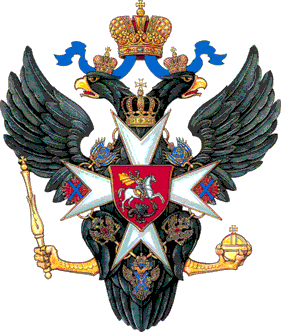
Die Krone im Staatswappen des Zaren